# 洛提拉河
洛提拉河（Lotilla River）是南蘇丹的河流，河道全長100公里，從東赤道省和瓊萊省交界的沼澤發源地向北流，最終在皮博爾附近的坎根河匯流處注入皮博爾河。
6°47′00″N 33°09′00″E / 6.78333°N 33.15°E

## 外部連結
- Lotilla River （页面存档备份，存于）
- sudan-map （页面存档备份，存于）
- Map of Eastern Equatoria